# TLL2
TLL2‏ (Tolloid like 2) هوَ بروتين يُشَفر بواسطة جين TLL2 في الإنسان.